# Hargs distrikt
Hargs distrikt är ett distrikt i Östhammars kommun och Uppsala län. 
Distriktet ligger söder om Östhammar, delvis vid kusten. 

## Tidigare administrativ tillhörighet
Distriktet inrättades 2016 och utgörs av en del av området som Östhammars stad omfattade till 1971, delen som före 1957 utgjorde Hargs socken.
Området motsvarar den omfattning Hargs församling hade vid årsskiftet 1999/2000.